# Алла и Рождество
«Алла и Рождество» (названия переизданий: «Алла Пугачёва как она есть», «Неизвестная Пугачёва», «Алла Пугачёва. Встречи с рождественской феей», «Алла Пугачёва», серия «Людям о людях», «Алла Пугачёва. Я помню её такой...», «Алла Пугачёва. Королева советской эстрады») – книга Глеба Скороходова, написанная на основе документального сериала «Вспоминая Рождество», посвящённого певице Алле Пугачёвой и её проекту – «Рождественским Встречам». Первое издание вышло в 2003 году, после чего книга неоднократно переиздавалась; общий тираж составляет порядка 33 000 экземпляров.

## О книге
В конце 2001 года на телеканале «РТР» вышел 12-серийный документальный фильм «Вспоминая Рождество» – совместный проект Аллы Пугачёвой и лауреата премии ТЭФИ Глеба Скороходова. В каждой серии рассказывалось о песенном фестивале «Рождественские Встречи», который проходил в спорт-комплексе «Олимпийский» (и на других площадках) с 1989 по 2001 годы. Эпизоды состояли из дайджеста лучших номеров, воспоминаний участников, а также комментариев самой певицы. Глеб Скороходов выступил в качестве ведущего и сценариста программы.
Книга представляет собой адаптацию сценария программы. Однако так как в бумажный формат невозможно вставить аудио-визуальные отсылки к «Рождественским встречам» (как это было сделано в телеверсии); получилось, что книга больше рассказывает о самой Пугачёвой, чем о её проекте. А некоторые биографические факты, впервые опубликованные в ней, стали настоящим подарком для СМИ, которые их неоднократно тиражировали.
В первом издании книги содержится 64 иллюстрации в виде цветных и чёрно-белых фотографий Аллы Пугачёвой из личного архива певицы.

## Содержание
жирным шрифтом выделены главы, которые появились в 4 и последующих изданиях книги.
- Неожиданное начало
- Не надо никаких интервью!
- … и медные трубы
- Ответ на «проклятые вопросы»
- Семь пунктом и двадцать стрел
- Кристина Орбакайте: мама петь не запрещала
- О личном и не только
- Александр Левшин: Пугачёва – человек парадоксов
- «Встречи-89». Самые первые
- Александр Кальянов: как я запел
- Лариса Долина: ответ у меня только один
- «Встречи-90». Через тернии
- Александр Буйнов: не брат, не сват, а  Овен
- «Встречи-91». Быть или не быть?
- Александр Иванов: она – счастливый талисман
- Аркадий Укупник: раньше я был только композитором
- «Встречи-92». Озеро надежды
- Илья Резник: не работа, а жизнь
- Борис Краснов: Алла от нуля и выше
- «Встречи-93». Второе рождение
- Лолита: она – внутренне одинокий человек
- «На тот большак, на перекресток…»
- «Встречи-94». В «Жар-птице»
- Валерий Меладзе: все там и началось
- Филипп Киркоров: примадонна и я
- «Встречи-95». Принимает Леонтьев
- Валерий Леонтьев: в уютном доме
- Владимир Пресняков: знаете, как я её зову?
- Леонид Агутин: мы хотели быть всех умнее
- «Встречи-98». Песенный мюзикл
- Анита Цой: восточная женщина такое себе не позволит!
- «Встречи-2000». В своем доме
- Игорь Крутой: мы оба – крутые
- Не поддавайтесь хандре!
- «Встречи-2001» и «Метро»
- Шао-Бао: помог счастливый случай
- Александр Маршал: этим я обязан ей
- Ольга Арефьева: свежий ветер и живая вода
- Дорого яичко к Христову дню!
- «Встречи-2002» снимались в «Кристалле»
- Антракт в семь лет
- Юбилей в старый Новый год
- «Чикагцы» в Москве
- «Я – рыжая, я – другая»
- «Встречи-2010»
- Что же дальше?
- С Аллой не соскучишься
- И снова Жванецкий

## Издания
Первое издание книги вышло в июле 2003 года в издательстве «Алгоритм», после было еще 8 переизданий, выходящие под разными названиями. С 4-го издания в основное содержание книги было добавлено 8 новых глав. 
| Издание | Год выхода | Название                                                                           | Выходные данные                                                                                        | Примечание                                |
| ------- | ---------- | ---------------------------------------------------------------------------------- | --- | ----------------------------------------- |
| 1       | 2003       | Алла и Рождество. То, что вы хотели узнать о Пугачёвой, но не у кого было спросить | издательство: Москва. Алгоритм количество страниц: 256 Тираж: 5 000 экз. ISBN 5-9265-0106-7            |                                           |
| 2       | 2003       | Алла и Рождество. То, что вы хотели узнать о Пугачёвой, но не у кого было спросить | издательство: Москва. Эксмо. Алгоритм количество страниц: 320 Тираж: 4 000 экз. ISBN 5-699-04678-X     |                                           |
| 3       | 2005       | Алла и Рождество                                                                   | издательство: Москва. Эксмо. Алгоритм количество страниц: 320 Тираж: 5 000 экз. ISBN 5-699-09127-0     |                                           |
| 4       | 2010       | Неизвестная Пугачёва. Рождественские встречи                                       | издательство: Москва. Эксмо. Алгоритм количество страниц: 256 Тираж: 4 000 экз. ISBN 978-5-699-41141-2 | в книгу добавлены 8 новых глав            |
| 5       | 2011       | Алла Пугачёва. Как она есть                                                        | издательство: Москва. Эксмо. Алгоритм количество страниц: 256 Тираж: 3 000 экз. ISBN 978-5-699-52863-9 |                                           |
| 6       | 2013       | Алла Пугачёва. Встречи с рождественской феей                                       | издательство: Москва. Алгоритм количество страниц: 320 Тираж: 3 000 экз. ISBN 978-5-4438-0154-4        | книга содержит более 200 фото-иллюстраций |
| 7       | 2013       | Алла Пугачёва. Серия «Людям о людях»                                               | издательство: Москва. Вече количество страниц: 320 Тираж: 7 000 экз. ISBN 978-5-4444-1156-8            | издание не содержит иллюстрации           |
| 8       | 2017       | Алла Пугачёва. Я помню её такой                                                    | издательство: Алгоритм количество страниц: 304 Тираж: 1 500 экз. ISBN 978-5-906914-14-9                | издание содержит 49 иллюстраций           |
| 9       | 2023       | Алла Пугачёва. Королева советской эстрады                                          | издательство: Родина количество страниц: 304 Тираж: 200 экз. ISBN 978-5-00180-805-3                    |                                           |